# Dick van Egmond
Dick van Egmond (Voorhout, 1961. május 13. –) holland nemzetközi labdarúgó-játékvezető.

## Pályafutása

### Labdarúgóként
Fiatal korában Hillegomban az SV Concordi csapatban játszott. Felismerte, hogy nem számíthat nagy karrierre, ezért a játékvezetés irányába fordult.

### Labdarúgó-játékvezetőként

#### Nemzeti játékvezetés
A játékvezetésből 1987-ben vizsgázott, 1991-ben lett országos játékvezető a C Ligában, 1992-től a B Ligában, 1995-től az A ligában tevékenykedhetett. Az aktív nemzeti játékvezetéstől 2006-ban vonult vissza.

#### Nemzetközi játékvezetés
A Holland labdarúgó-szövetség (KNVB ) Játékvezető Bizottsága (JB) terjesztette fel nemzetközi játékvezetőnek, a Nemzetközi Labdarúgó-szövetség (FIFA) 1997-től tartotta nyilván bírói keretében. Több nemzetek közötti válogatott és klubmérkőzést vezetett. A holland nemzetközi játékvezetők rangsorában, a világbajnokság-Európa-bajnokság sorrendjében többedmagával a 18. helyet foglalja el 4 találkozó szolgálatával. Az aktív nemzetközi játékvezetéstől 2006-ban a FIFA 45 éves korhatárát elérve búcsúzott. Válogatott mérkőzéseinek száma: 11.

##### Világbajnokság
A világbajnoki döntőhöz vezető úton Németországba a XVIII., a 2006-os labdarúgó-világbajnokságra a FIFA JB bíróként alkalmazta.
| Időpont             | Helyszín              | Mérkőzés típusa           | Mérkőzés             | Eredmény | Nézők száma |
| ------------------- | --------------------- | ------------------------- | -------------------- | -------- | ----------- |
| 2005. szeptember 3. | Algarve Stadion, Faro | előselejtező (3. csoport) | Portugália–Luxemburg | 6 : 0    | 26 200      |

##### Európa-bajnokság
Az európai-labdarúgó torna döntőjéhez vezető úton Portugáliába a XII., a 2004-es labdarúgó-Európa-bajnokságra és Ausztriába és Svájcba a XIII., a 2008-as labdarúgó-Európa-bajnokságra az UEFA JB játékvezetőként foglalkoztatta.

##### 2004-es labdarúgó-Európa-bajnokság
| Időpont             | Helyszín                       | Mérkőzés típusa           | Mérkőzés                         | Eredmény | Nézők száma |
| ------------------- | ------------------------------ | ------------------------- | -------------------------------- | -------- | ----------- |
| 2002. október 16.   | Crvene Zvezde Stadion, Belgrád | előselejtező (9. csoport) | Szerbia és Montenegró–Finnország | 2 : 0    | 35 000      |
| 2003. szeptember 6. | Rheinpark Stadion, Vaduz       | előselejtező (7. csoport) | Liechtenstein–Törökország        | 0 : 3    | 3 548       |

##### 2008-as labdarúgó-Európa-bajnokság
| Időpont          | Helyszín                    | Mérkőzés típusa           | Mérkőzés        | Eredmény | Nézők száma |
| ---------------- | --------------------------- | ------------------------- | --------------- | -------- | ----------- |
| 2006. október 7. | Millennium Stadion, Cardiff | előselejtező (D. csoport) | Wales–Szlovákia | 1 : 5    | 28 500      |

## Sportvezetőként
Akrív pályafutását befejezve a Holland Labdarúgó-szövetség (KNVB) JB elnöke lett.